# حامد شامي
حامد شامي زاهر (ولد في 13 نوفمبر 1984) هو لاعب كرة قدم قطري من أصل سوداني الذي يلعب حاليا في الغرافة كظهير أيسر. شامي لاعب في منتخب قطر.

## المسيرة الرياضية
لعب شامي مع الغرافة من سن التاسعة وفي النهاية اقتحم الفريق الأول في عام 1999. في عام 2011 تلقى شخصياً عرضاً رسمياً للعب مع النصر السعودي من رئيسه فيصل بن تركي بن ناصر آل سعود.
في كأس الخليج العربي 20 لعب شامي في مباراة ضد السعودية. الأمل الأخير لقطر في التأهل إلى مرحلة خروج المغلوب. كانت قطر بحاجة إلى 3 نقاط من أجل تخطي السعودية واحتلال المركز الثاني في مجموعتها. سجل إبراهيم الغانم هدفا في الشوط الثاني لكن جهوده تراجعت حيث سجل شامي هدف عكسي في الدقيقة 89 (الهدف الوحيد في البطولة) جاعلا السعودية متفوقة على قطر بفارق نقطة واحدة. نتيجة لذلك تم استبعاده من المنتخب الوطني.